# Sephel
Sephel war ein ägyptisches Volumenmaß.
- 1 Sephel = 1 ½ Scheffel